# Marcin Mięciel
Marcin Mięciel [ˈmartɕin ˈmʲɛntɕɛl] (* 22. Dezember 1975 in Gdynia, Polen) ist ein ehemaliger polnischer Fußballspieler. Er spielte bis 2001 in Polen, danach in Deutschland und Griechenland in der jeweils höchsten Liga. Er bestritt zwischen 1996 und 2002 fünf Spiele für die polnische Nationalmannschaft, in denen er ein Tor erzielte.

## Vereinskarriere
Der Stürmer Mięciel begann seine Karriere bei seinem Jugendklub Wisła Tczew, für den er bis 1990 spielte und dann zu Lechia Gdańsk wechselte. Hier spielte er bis Dezember 1993, wechselte dann für ein halbes Jahr zu Hutnik Warschau und anschließend zum Stadtrivalen Legia Warschau. Bei Legia blieb Mięciel bis 2001, unterbrochen von einer Ausleihe an Łódzki KS 1995.
Seit seiner ersten – wenig erfolgreichen – Auslandssaison in der Bundesliga bei Borussia Mönchengladbach steigerte er seine Leistungen in der griechischen Superleague. In der Saison 2004/05 traf er in 13 Spielen (darunter zwei Einwechslungen) fünfmal. In der folgenden Saison 2005/06 gelangen ihm in 25 Spielen (darunter sechs Einwechslungen) fünf Tore. Seine bislang erfolgreichste Saison als Fußballer war die Spielsaison 2006/07, in der er 14 Treffer für PAOK Thessaloniki in 27 (von 30) Begegnungen erzielte. Damit wurde er als Topscorer von seinem Verein zum Most Valuable Player ausgezeichnet.
Zur Saison 2007/08 verpflichtete ihn der VfL Bochum. Ende Juni 2009 löste er seinen Vertrag mit dem VfL Bochum auf und wechselte nach Polen zu Legia Warschau. Für Legia kam er in 23 Ligaspielen zum Einsatz und erzielte fünf Tore. Seit Anfang Juli 2010 stand Mięciel beim Łódzki KS unter Vertrag, bei dem sein Vertrag im Sommer 2012 aber nicht verlängert wurde.
Mitte August 2012 wechselte Mięciel zum Fünftligisten UKS Łady.

## Spielweise und Spielposition
Mięciel ist ein Mittelstürmer mit körperbetontem Spiel, der sowohl kopfballstark ist als auch aus der Distanz sicher abschließt. Seine Spezialität sind spektakuläre Fallrückzieher.

## Erfolge und Auszeichnungen
- Polnischer Meister (1995)
- 2× Polnischer Pokalsieger (1995, 1997)
- 2× Polnischer Supercupsieger (1994, 1997)
- Topscorer bei PAOK Saloniki, Saison 2006/2007
- Most Valuable Player bei PAOK Saloniki, Saison 2006/2007